# SRMSAT
SRMSAT (Sri Ramaswamy Memorial Satellite) ist ein indischer Kleinsatellit, der von der SRM University im indischen Chennai entwickelt wurde.

## Aufgaben
Die Aufgabe des Satelliten war es, den Studenten und den Dozenten der SRM University die Erfahrung zu vermitteln, einen 10-kg-Satelliten zu entwickeln, Treibhausgase zu überwachen und einen kleinen Satellitenbus für zukünftige Missionen zu entwickeln. Das wissenschaftliche Ziel von SRMSAT ist die Überwachung von Treibhausgasen im nahen Infrarotbereich zwischen 900 nm und 1700 nm. Ein Gitter-Spektrometer dient der Überwachung erdgestützter Quellen und Senken anthropogener und natürlicher Treibhausgasquellen.

## Technik
SRMSAT ist ein Kleinsatellit mit Abmessungen von 28 cm × 28 cm × 28 cm. Seine ursprüngliche Lebenserwartung betrug ein Jahr, jedoch war er im Jahr 2017 immer noch aktiv. Er wird durch Batterien und Solarzellen mit Strom versorgt.
- Uplink: 145,900 MHz
- Downlink: 437,500 MHz
- Beacon: 437,425 MHz

## Start
SRMSAT wurde am 12. Oktober 2011 mit einer PSLV-Trägerrakete zusammen mit Megha-Tropiques, VesselSat 1 und Jugnu vom Satish Dhawan Space Centre in einen niedrigen Erdorbit gebracht.